# Харківська фортеця
Харківська фортеця — полкова фортеця, побудована на Слобожанщині у 1654 році.

## Розташування

План Харківської фортеці. 1742 рік

Перша оборонна споруда Харківської фортеці була зведена на пагорбі, що нині має назву Університетська гірка, біля місця злиття річок Лопань та Харків. З півдня, сходу та заходу була захищена річками. З півночі від укріплень був густий ліс.

## Значення
Мало перш за все оборонне значення. Заснована як прикордонне поселення після Переяславської угоди, мала виконувати прикордонні функції на межі Московського царства, Речі Посполитої та Гетьманщини.

## Історія

Документ про перебудову Харківської фортеці. 1656 рік

Фортеця виникла на основі поселення в місці злиття річок Лопань та Харків. Засновниками поселення була група козаків на чолі з Іваном Каркачем. У 1656 році московський цар  Олексій Михайлович відрядив до Харкова Воїна Селіфонтова для перебудови фортеці за московським зразком. 28 березня 1656 року московський князь скерував чугуївському воєводі Сухотіну наказ про будівництво укріплень на місці козацького поселення.
У 1709 році втратила своє прикордонне значення.

## Опис фортеці
У другій половині XVII століття за описом мала форму, схожу на прямокутник. Мала 10 башт: 3 надворітних, 3 проміжних та 4 кутових. Огороджена ровами та валами з усіх боків, крім західного, розташованого на підвищенні. Стіни зведені з дерева.